# Giorgos Theodoridis
Giorgos Theodoridis, född 3 juli 1980 i Frankfurt, Tyskland, är en grekisk fotbollsspelare som sedan 2013 spelar i Panetolikos.
Theodoridis har spelat i bland annat Panathinaikos och PAOK.